# رودني سكوت (لاعب كرة قاعدة)
رودني سكوت (بالإنجليزية: Rodney Scott)‏ هو لاعب كرة قاعدة أمريكي، ولد في 16 أكتوبر 1953 في إنديانابوليس في الولايات المتحدة.

## وصلات خارجية
- رودني سكوت على موقعبيزبول رفرنس.كوم (الدوري الرئيسي) (الإنجليزية)
- رودني سكوت على موقعبيزبول رفرنس.كوم (الدوري الثانوي) (الإنجليزية)